# Liste der Baudenkmale in Mittelnkirchen
In der Liste der Baudenkmale in Mittelnkirchen sind alle Baudenkmale der niedersächsischen Gemeinde Mittelnkirchen aufgelistet. Die Quelle der Baudenkmale ist der Denkmalatlas Niedersachsen. Der Stand der Liste ist der 12. Dezember 2021.

## Allgemein
In den Spalten befinden sich folgende Informationen:
- Lage: die Adresse des Baudenkmales und die geographischen Koordinaten. Kartenansicht, um Koordinaten zu setzen. In der Kartenansicht sind Baudenkmale ohne Koordinaten mit einem roten Marker dargestellt und können in der Karte gesetzt werden. Baudenkmale ohne Bild sind mit einem blauen Marker gekennzeichnet, Baudenkmale mit Bild mit einem grünen Marker.
- Bezeichnung: Bezeichnung des Baudenkmales
- Beschreibung: die Beschreibung des Baudenkmales. Unter § 3 Abs. 2 NDSchG werden Einzeldenkmale und unter § 3 Abs. 3 NDSchG Gruppen baulicher Anlagen und deren Bestandteile ausgewiesen.
- ID: die Objekt-ID des Baudenkmales
- Bild: ein Bild des Baudenkmales, ggf. zusätzlich mit einem Link zu weiteren Fotos des Baudenkmals im Medienarchiv Wikimedia Commons. Wenn man auf das Kamerasymbol klickt, können Fotos zu Baudenkmalen aus dieser Liste hochgeladen werden:

## Mittelnkirchen

### Gruppe: Hohenfelde 25–27
Die Gruppe hat die ID 30899892. Häuserzeile aus zwei erhaltenen Gebäuden, einem Vierständer-Fachwerkhaus des frühen 19. und einem von der Straße zurückstehenden ehemaligen Backstein-Obstspeicher der ersten Hälfte des 20. Jahrhunderts.

| Lage                                      | Bezeichnung               | Beschreibung | ID       | Bild |
| ----------------------------------------- | ------------------------- | --- | -------- | ---- |
| Hohenfelde 25 53° 33′ 31″ N, 9° 36′ 32″ O | Wohn-/ Wirtschaftsgebäude | Giebelständiger Vierständerbau aus Fachwerk mit Backsteinausfachung, unter ziegelgedecktem Krüppelwalmdach. Über der Erdgeschosszone des Wohngiebels mit Doppelständern und wandhohen ans Rähm geführten Eckstreben treten zwei Vorkragungen auf Stichbalken hervor. Errichtet in der ersten Hälfte des 19. Jahrhunderts. | 30925599 | BW   |
| Hohenfelde 27 53° 33′ 29″ N, 9° 36′ 31″ O | Nebengebäude              | Von der Straße zurückstehender giebelständiger Backsteinbau mit wenig Fassadenschmuck, unter Satteldach. Erbaut als Obstspeicher 1933 (i). | 30925160 | BW   |

### Gruppe: Hohenfelde 87
Die Gruppe hat die ID 30899892. Hofanlage aus zwei Gebäuden des 19. Jahrhunderts, einem Wohnhaus und einer Scheune.

| Lage                                      | Bezeichnung | Beschreibung | ID       | Bild |
| ----------------------------------------- | ----------- | --- | -------- | ---- |
| Hohenfelde 87 53° 32′ 47″ N, 9° 36′ 39″ O | Wohnhaus    | Giebelständiger Fachwerkbau mit Backsteinausfachung, dabei hoher Backsteinsockel und Straßen- und Hofgiebel in Backstein. Straßenseitiger Giebel mit Ziersteinsetzung in den Gesimsen und am Ortgang. Errichtet im 19. Jahrhundert. | 30925245 |      |
| Hohenfelde 87 53° 32′ 47″ N, 9° 36′ 39″ O | Scheune     | Kleiner Fachwerkbau, giebelständig zur Straße. Errichtet als Scheune im 19. Jahrhundert. | 48092452 |      |

### Gruppe: Hohenfelde 96, 97, 100
Die Gruppe hat die ID 30899912. Häuserzeile aus drei giebelständigen Wohnhäusern des 19. Jahrhunderts auf dem Lühedeich.

| Lage                                       | Bezeichnung | Beschreibung | ID       | Bild |
| ------------------------------------------ | ----------- | --- | -------- | ---- |
| Hohenfelde 96 53° 32′ 43″ N, 9° 36′ 41″ O  | Wohnhaus    | Giebelständiges Fachwerkgebäude mit Backsteinausfachung, unter reetgedecktem Satteldach. Straßengiebel einfach vorkragend. Errichtet im 19. Jahrhundert. | 30925281 |      |
| Hohenfelde 97 53° 32′ 42″ N, 9° 36′ 42″ O  | Wohnhaus    | Giebelständiger Fachwerkbau mit Backsteinausfachung unter ziegelgedecktem Satteldach. Errichtet im 19. Jahrhundert.                                      | 30925299 |      |
| Hohenfelde 100 53° 32′ 42″ N, 9° 36′ 43″ O | Wohnhaus    | Giebelständiger Fachwerkbau mit Backsteinausfachung, Straßengiebel massiv in Backstein. Unter ziegelgedecktem Satteldach. Errichtet im 19. Jahrhundert.  | 30925317 |      |

### Gruppe: Kirche Mittelnkirchen
Die Gruppe hat die ID 30899881. Kirche mit Kirchhof, letzterer mit Einfriedung und Grabsteinen.

| Lage                                  | Bezeichnung | Beschreibung | ID       | Bild           |
| ------------------------------------- | ----------- | --- | -------- | -------------- |
| Dorfstraße 53° 32′ 35″ N, 9° 37′ 1″ O | Kirche      | Saalkirche aus Backstein mit niedrigem Westturm aus Holz, Strebepfeilern sowie dreibahnigen Spitzbogenfenstern und dreiseitigem Ostabschluss. Im Mauerwerk Reste eines Feldsteinbaues des 13. Jahrhunderts, sichtbar beiderseits eines rundbogigen Backsteinportals an der Westwand (im Turm). In der Spätgotik Ummantelung und Erhöhung der Chorpartie. 1749 Abbruch der Gewölbe und Vereinheitlichung der Trauflinie durch Abtragung der höheren Chorwände; die Außenhaut der Mauern im Westteil von 1651. An der Südseite zwei kleine Vorhallen aus Fachwerk aus der ersten Hälfte des 19. Jahrhunderts. Orgel auf der Westempore im Kern 1688 von Arp Schitger geschaffen, 1750-1753 von M. Schreiber umgebaut, Glückstadt. | 30925460 | Weitere Bilder |
| Dorfstraße 53° 32′ 35″ N, 9° 37′ 1″ O | Kirchhof    | Kirchhof, die St. Bartholomäuskirche umgebend mit Grabsteinen und Einfriedung. | 50466476 | BW             |

### Gruppe: Ort 17
Die Gruppe hat die ID 50477527. Großes giebelständiges Wohn-/Wirtschaftsgebäude und eine Altländer Prunkpforte südwestlich davon.

| Lage                               | Bezeichnung               | Beschreibung | ID       | Bild |
| ---------------------------------- | ------------------------- | --- | -------- | ---- |
| Ort 17 53° 33′ 40″ N, 9° 36′ 41″ O | Wohn-/ Wirtschaftsgebäude | Giebelständiges Gebäude, im Wohnteil massiv in Backstein, im Wirtschaftsteil Zweiständerbau in Fachwerk mit Backsteinausfachung, unter reetgedecktem Satteldach, am Wirtschaftsgiebel mit Walm. Wohngiebel mit Ziermauerwerk, hier Gestaltung mit Lisenen, Gesimsen und Ortgangschmuck. Erbaut um 1880 an Stelle eines abgebrannten Vorgängerbaus. | 30925693 | BW   |
| Ort 17 53° 33′ 40″ N, 9° 36′ 39″ O | Altländer Pforte          | Holzpforte mit segmentbogenförmiger Durchfahrt und seitlich einem rundbogigen Durchgang. Farbig gefasst und mit Inschriften versehen. Unter ziegelgedecktem Schutzdach in Walmdachform. Errichtet 1756 (i) am westlichen Grundstücksrand, 1944 erneuert und 1978 erhöht worden.                                                                    | 30925771 | BW   |

### Einzelbaudenkmale
| Lage                                        | Bezeichnung               | Beschreibung | ID       | Bild |
| ------------------------------------------- | ------------------------- | --- | -------- | ---- |
| Dorfstraße 121 53° 32′ 34″ N, 9° 36′ 54″ O  | Wohnhaus                  | Traufständiger Backsteinbau mit großem Fachwerkzwerchhaus mit Backsteinausfachung in der nördlichen Dachfläche. Symmetrisch aufgebaute Fassaden. Erbaut 1937 (i). | 30925352 |      |
| Dorfstraße 128 53° 32′ 34″ N, 9° 36′ 57″ O  | Gasthaus                  | Traufständiger großer Fachwerkbau unter schiefergedecktem Satteldach, mit großem außermittigen Zwerchhaus in der straßenseitigen Dachfläche. Ostgiebel dreifach vorkragend über zierlichen Stichbalken. Innen ein Saal. Errichtet als Gasthaus gegenüber der Kirche um 1850.    | 30925371 |      |
| Dorfstraße 133 53° 32′ 33″ N, 9° 37′ 4″ O   | Wohnhaus                  | Giebelständiger eingeschossiger Backsteinbau unter Satteldach; mit symmetrisch gestaltetem Schaugiebel mit Lisenen und Ziersetzungen an Gesimsen, Fensterstürzen und Ortgang. Mittiger Eingang mit zweiflügeliger Haustür, darüber ein Balkon und Giebelpfahl. Erbaut 1901 (i). | 30925730 |      |
| Dorfstraße 137 53° 32′ 33″ N, 9° 37′ 7″ O   | Wohnhaus                  | Traufständiger Fachwerkbau mit Backsteinausfachung; unter ziegelgedecktem Krüppelwalmdach, mit großem zweiachsigem Zwerchhaus in der nördlichen Dachfläche. Errichtet in der ersten Hälfte des 19. Jahrhunderts.                                                                | 30925388 | BW   |
| Dorfstraße 140 53° 32′ 33″ N, 9° 37′ 9″ O   | Wohnhaus                  | Traufständiger Backsteinbau unter ziegelgedecktem Satteldach. Mittelrisalit und Zwerchhaus in der straßenseitigen Nordfassade, hier zudem Putzgliederungen. Erbaut 1896 (i). | 30925405 |      |
| Dorfstraße 141 53° 32′ 33″ N, 9° 37′ 11″ O  | Wohnhaus                  | Giebelständiges Fachwerkhaus mit Backsteinausfachung, unter reetgedecktem Satteldach. Zur Straße zweifach über kräftige profilierte Knaggen vorkragender Giebel, dabei Balkenköpfe eingezapft. Errichtet um 1800.                                                               | 30925424 |      |
| Dorfstraße 148a 53° 32′ 35″ N, 9° 37′ 21″ O | Scheune                   | Fachwerkgebäude mit Backsteinausfachung, unter reetgedecktem Halbwalmdach. Je zwei asymmetrisch angeordnete Hauptständer mit kräftigen Kopfbändern in beiden Giebelfassaden. Errichtet als Obstscheune um 1800.                                                                 | 30925441 |      |
| Hinterdeich 176 53° 32′ 6″ N, 9° 39′ 7″ O   | Wohn-/ Wirtschaftsgebäude | Giebelständiger Zweiständerbau in Fachwerk mit Backsteinausfachung, unter reetgedecktem Satteldach, am Wirtschaftsgiebel mit Walm. Errichtet 1874 (i). | 30925565 | BW   |
| Hinterdeich 174 53° 32′ 8″ N, 9° 39′ 9″ O   | Wohnhaus                  | Giebelständiges Fachwerkhaus mit Backsteinausfachung, unter reetgedecktem Satteldach. Errichtet um 1850. 1924 ergänzt durch zwei große Zwerchhäuser, auf der Nordfassade mit hervorgezogenem Erdgeschossbereich.                                                                | 30925548 | BW   |
| Hohenfelde 52 53° 33′ 14″ N, 9° 36′ 28″ O   | Wohn-/ Wirtschaftsgebäude | Giebelständiger Fachwerkbau mit Backsteinausfachung, unter reetgedecktem Satteldach, am Wirtschaftsgiebel mit Walm. Wohngiebel zweifach über Knaggen vorkragend, mit eingezapften Balkenköpfen. Errichtet im 18. Jahrhundert.                                                   | 30925178 | BW   |
| Muddweg 168a 53° 32′ 20″ N, 9° 37′ 53″ O    | Wohnhaus                  | Langgestreckter Fachwerkbau mit Backsteinausfachung, unter reetgedecktem Krüppelwalmdach. Errichtet als Schafstall im 19. Jahrhundert, heute genutzt als Wohnhaus. | 30925480 | BW   |
| Ort 16 53° 33′ 42″ N, 9° 36′ 41″ O          | Wohn-/ Wirtschaftsgebäude | Großes giebelständiges Hallenhaus in Fachwerk mit Backsteinausfachung, unter reetgedecktem Satteldach, am Wirtschaftsgiebel mit Walm. Im Kern der Zeit um 1700 entstammend, Wohngiebel 1956 erneuert in Backstein mit Zierfachwerk im Giebeldreieck.                            | 30925676 | BW   |
| Ort 21 53° 33′ 35″ N, 9° 36′ 36″ O          | Wohnhaus                  | Kleines Fachwerkhaus mit Backsteinausfachung, unter ziegelgedecktem Satteldach. Straßengiebel zweifach auf Stichgebälk vorkragend. Errichtet in der ersten Hälfte des 19. Jahrhunderts.                                                                                         | 30925713 | BW   |